# Elezioni comunali in Lombardia del 2006
Il 28 e 29 maggio 2006 (con ballottaggio l'11 e il 12 giugno) in Lombardia si tennero le elezioni per il rinnovo di numerosi consigli comunali.

## Milano

### Milano
| Candidati e Liste                            | Voti    | %      | Seggi |
| -------------------------------------------- | ------- | ------ | ----- |
| Letizia Moratti                              | 353.410 | 51,97  | -     |
| Forza Italia                                 | 194.995 | 32,22  | 24    |
| Alleanza Nazionale                           | 51.801  | 8,56   | 6     |
| Lista Letizia Moratti                        | 30.781  | 5,09   | 3     |
| Lega Nord                                    | 22.702  | 3,75   | 2     |
| Unione dei Democratici Cristiani e di Centro | 14.713  | 2,43   | 1     |
| Pensioni e Lavoro                            | 3.537   | 0,58   | -     |
| Democrazia Cristiana per le Autonomie        | 2.560   | 0,42   | -     |
| Azione Sociale                               | 2.305   | 0,38   | -     |
| Fiamma Tricolore                             | 1.634   | 0,27   | -     |
| Giovani per Milano                           | 1.418   | 0,23   | -     |
| Nuovo PSI                                    | 920     | 0,15   | -     |
| Pensionati e Invalidi                        | 879     | 0,15   | -     |
| S.O.S. Italia                                | 230     | 0,04   | -     |
| Bruno Ferrante                               | 319.487 | 46,98  | 1     |
| L'Ulivo                                      | 133.315 | 22,03  | 14    |
| Lista Ferrante                               | 45.501  | 7,52   | 4     |
| Rifondazione Comunista                       | 25.252  | 4,17   | 2     |
| Federazione dei Verdi                        | 20.346  | 3,36   | 2     |
| Uniti con Dario Fo                           | 12.821  | 2,12   | 1     |
| Comunisti Italiani                           | 9.345   | 1,54   | -     |
| Italia dei Valori                            | 8.843   | 1,46   | -     |
| Rosa nel Pugno                               | 8.563   | 1,41   | -     |
| Partito Pensionati                           | 3.654   | 0,60   | -     |
| Udeur                                        | 1.989   | 0,33   | -     |
| Lista Consumatori                            | 603     | 0,10   | -     |
| Giorgio Ballabio                             | 1.329   | 0,20   | -     |
| La Tua Milano                                | 1.323   | 0,22   | -     |
| Cesare Fracca                                | 1.220   | 0,18   | -     |
| Vivere Milano                                | 1.169   | 0,19   | -     |
| Gabriele Pagliuzzi                           | 1.187   | 0,17   | -     |
| Destra Liberale                              | 800     | 0,13   | -     |
| Europa Federale                              | 135     | 0,02   | -     |
| Ambrogio Crespi                              | 1.086   | 0,16   | -     |
| Socialisti Liberaldemocratici                | 514     | 0,08   | -     |
| No ICI                                       | 339     | 0,06   | -     |
| Valerio Colombo                              | 752     | 0,11   | -     |
| Partito Umanista                             | 696     | 0,12   | -     |
| Alberto Beniamino Saiabene                   | 676     | 0,10   | -     |
| Questa è Una Città                           | 690     | 0,11   | -     |
| Sante Gaiardoni                              | 523     | 0,08   | -     |
| Lista Sante Gaiardoni                        | 435     | 0,07   | -     |
| Pietro Vangeli                               | 392     | 0,06   | -     |
| Lista Comunista                              | 370     | 0,06   | -     |
| Totale alle liste                            | 605.178 | 100,00 | 59    |
| TOTALE                                       | 680.062 | 100,00 | 60    |

Fonte: Ministero dell'Interno

### Cassano d'Adda
| Candidati e Liste                                                   | Voti   | %      | Seggi |
| ------------------------------------------------------------------- | ------ | ------ | ----- |
| Edoardo Sala                                                        | 3.703  | 35,92  | -     |
| Forza Italia                                                        | 1.521  | 16,86  | 6     |
| Lega Nord                                                           | 582    | 6,45   | 2     |
| Unione dei Democratici Cristiani e di Centro                        | 474    | 5,26   | 2     |
| Alleanza Nazionale                                                  | 378    | 4,19   | 1     |
| Indipendenti                                                        | 366    | 4,06   | -     |
| Roberto Maviglia                                                    | 3.008  | 29,18  | 1     |
| L'Ulivo                                                             | 1.319  | 14,62  | 2     |
| Federazione dei Verdi                                               | 747    | 8,28   | 1     |
| Partito della Rifondazione Comunista-Partito dei Comunisti Italiani | 453    | 5,02   | 1     |
| Italia dei Valori                                                   | 58     | 0,64   | -     |
| Rosa Teresa Casati                                                  | 1.194  | 11,58  | 1     |
| Lista delle Donne                                                   | 638    | 7,07   | -     |
| Lista Civica L'Adda                                                 | 304    | 3,37   | -     |
| Sergio Bestetti                                                     | 956    | 9,27   | 1     |
| Bestetti per Cassano                                                | 896    | 9,93   | -     |
| Serafino Generoso                                                   | 672    | 6,52   | 1     |
| Lista Generoso                                                      | 538    | 5,97   | -     |
| Pensioni e Lavoro                                                   | 53     | 0,59   | -     |
| Marina Coppo                                                        | 440    | 4,27   | -     |
| Cassano Cambia                                                      | 405    | 4,49   | -     |
| Angelo Colombo                                                      | 266    | 2,58   | -     |
| Cittadini di Cassano                                                | 218    | 2,42   | -     |
| Carlo Fatuzzo                                                       | 69     | 0,67   | -     |
| Partito Pensionati                                                  | 69     | 0,77   | -     |
| Totale alle liste                                                   | 9.019  | 100,00 | 16    |
| TOTALE                                                              | 10.308 | 100,00 | 20    |

### Nerviano
| Candidati e Liste                                                   | Voti  | %      | Seggi |
| ------------------------------------------------------------------- | ----- | ------ | ----- |
| Enrico Cozzi                                                        | 3.468 | 35,84  | -     |
| Democratici di Sinistra                                             | 2.349 | 29,70  | 11    |
| Italia dei Valori                                                   | 363   | 4,59   | 1     |
| Sergio Parini                                                       | 2.787 | 28,80  | 1     |
| Forza Italia                                                        | 1.364 | 17,25  | 2     |
| Nerviano Viva                                                       | 385   | 4,87   | 1     |
| Alleanza Nazionale                                                  | 298   | 3,77   | -     |
| Unione dei Democratici Cristiani e di Centro                        | 246   | 3,11   | -     |
| Sergio Girotti                                                      | 2.729 | 28,20  | 1     |
| Lega Nord                                                           | 1.366 | 17.27  | 2     |
| Gruppo Indipendente Nervianese                                      | 830   | 10,49  | 1     |
| Claudio Alberto Rescaldani                                          | 405   | 4,19   | -     |
| Partito della Rifondazione Comunista-Partito dei Comunisti Italiani | 415   | 5,25   | -     |
| Francesco Antonio Falco                                             | 288   | 2,98   | -     |
| Per Nerviano e Frazioni                                             | 293   | 3,70   | -     |
| Totale alle liste                                                   | 7.909 | 100,00 | 18    |
| TOTALE                                                              | 9.677 | 100,00 | 20    |

### Pioltello
| Candidati e Liste                                                  | Voti   | %      | Seggi |
| ------------------------------------------------------------------ | ------ | ------ | ----- |
| Antonio Concas                                                     | 8.040  | 50,80  | -     |
| L'Ulivo                                                            | 4.755  | 33,03  | 14    |
| Partito della Rifondazione Comunista                               | 999    | 6,94   | 2     |
| Lista per Pioltello                                                | 909    | 6,32   | 2     |
| Italia dei Valori                                                  | 304    | 2,11   | -     |
| Partito dei Comunisti Italiani                                     | 238    | 1,65   | -     |
| Nuovo PSI                                                          | 177    | 1,23   | -     |
| Paola Ghiringhelli                                                 | 4.389  | 27,73  | 1     |
| Forza Italia                                                       | 3.243  | 22,53  | 6     |
| Alleanza Nazionale                                                 | 596    | 4,14   | 1     |
| Unione dei Democratici Cristiani e di Centro-Liberali per l'Italia | 211    | 1,47   | -     |
| Rosario Berardi                                                    | 1.849  | 11,68  | 1     |
| La Rosa nel Pugno                                                  | 855    | 5,94   | 1     |
| Democratici per Pioltello                                          | 623    | 4,33   | -     |
| Mario Crespi                                                       | 1.049  | 6,63   | 1     |
| Lega Nord                                                          | 984    | 6,84   | -     |
| Roberto Mauri                                                      | 500    | 3,16   | 1     |
| Giovani per Pioltello                                              | 500    | 3,47   | -     |
| Totale alle liste                                                  | 14.394 | 100,00 | 26    |
| TOTALE                                                             | 15.827 | 100,00 | 30    |

## Bergamo

### Treviglio
| Candidati e Liste                            | Voti   | %      | Seggi |
| -------------------------------------------- | ------ | ------ | ----- |
| Ariella Borghi                               | 5.114  | 33,19  | -     |
| L'Ulivo                                      | 2.047  | 15,78  | 6     |
| Ariella Borghi Sindaco                       | 978    | 7,54   | 3     |
| Partito della Rifondazione Comunista         | 367    | 2,83   | 1     |
| Progetto Treviglio                           | 320    | 2,47   | 1     |
| Federazione dei Verdi                        | 146    | 1,13   | -     |
| Italia dei Valori                            | 97     | 0,75   | -     |
| Giorgio Zordan                               | 4.103  | 26,63  | 1     |
| Forza Italia                                 | 1.523  | 11,74  | 1     |
| Alleanza Nazionale                           | 871    | 6,71   | 1     |
| Lega Nord                                    | 816    | 6,29   | 1     |
| Unione dei Democratici Cristiani e di Centro | 530    | 4,09   | 1     |
| Nuova Treviglio                              | 314    | 2,42   | -     |
| Partito Pensionati                           | 182    | 1,40   | -     |
| Luigi Minuti                                 | 3.544  | 23,00  | 1     |
| Insieme con Minuti                           | 1.732  | 13,35  | 1     |
| Città Nuova                                  | 567    | 4,37   | -     |
| Gianluca Pignatelli                          | 2.129  | 13,82  | 1     |
| Treviglio Libera                             | 1.640  | 12,64  | 1     |
| Alfredo Sala Danna                           | 516    | 3,35   | -     |
| Vivere per Treviglio                         | 480    | 3,70   | -     |
| Totale alle liste                            | 12.974 | 100,00 | 17    |
| TOTALE                                       | 15.406 | 100,00 | 20    |

## Lecco

### Lecco
| Candidati e Liste                            | Voti   | %      | Seggi |
| -------------------------------------------- | ------ | ------ | ----- |
| Antonella Faggi                              | 14.294 | 53,47  | -     |
| Forza Italia                                 | 6.491  | 27,18  | 12    |
| Lega Nord                                    | 3.299  | 13,81  | 6     |
| Alleanza Nazionale                           | 2.271  | 9,51   | 4     |
| Unione dei Democratici Cristiani e di Centro | 1.062  | 4,45   | 2     |
| Alfredo Marelli                              | 10.523 | 39,37  | 1     |
| Democratici di Sinistra                      | 3.833  | 16,05  | 7     |
| La Margherita                                | 2.677  | 11,21  | 4     |
| Rifondazione Comunista                       | 1.355  | 5,67   | 2     |
| Federazione dei Verdi                        | 455    | 1,91   | -     |
| Italia dei Valori                            | 454    | 1,90   | -     |
| Rosa nel Pugno                               | 295    | 1,24   | -     |
| Comunisti Italiani                           | 203    | 0,85   | -     |
| Carlo Invernizzi                             | 1.914  | 7,16   | 1     |
| Lista Invernizzi                             | 1.488  | 6,23   | 1     |
| Totale alle liste                            | 23.883 | 100,00 | 38    |
| TOTALE                                       | 26.731 | 100,00 | 40    |

Fonte: Ministero dell'Interno

## Mantova

### Viadana
| Candidati e Liste                            | Voti   | %      | Seggi |
| -------------------------------------------- | ------ | ------ | ----- |
| Giovanni Pavesi                              | 5.882  | 57,50  | -     |
| Uniti nell'Ulivo                             | 2.378  | 28,80  | 8     |
| Lista Civica Portanuova                      | 1.107  | 13,41  | 4     |
| Partito della Rifondazione Comunista         | 249    | 3,02   | -     |
| Partito dei Comunisti Italiani               | 200    | 2,42   | -     |
| Udeur                                        | 154    | 1,87   | -     |
| Italia dei Valori                            | 121    | 1,47   | -     |
| Partito Pensionati                           | 92     | 1,11   | -     |
| Vittorio Bortolotti                          | 3.511  | 34,32  | 1     |
| Forza Italia                                 | 1.190  | 14,41  | 2     |
| Lega Nord                                    | 1.105  | 13,38  | 2     |
| Unione dei Democratici Cristiani e di Centro | 513    | 6,21   | 1     |
| Alleanza Nazionale                           | 481    | 5,83   | 1     |
| Luigi Gardini                                | 836    | 8,17   | 1     |
| Non Solo Verdi                               | 452    | 5,47   | -     |
| Lista Civica Quadrifoglio                    | 214    | 2,59   | -     |
| Totale alle liste                            | 8.256  | 100,00 | 18    |
| TOTALE                                       | 10.229 | 100,00 | 20    |

## Monza e della Brianza

### Arcore
| Candidati e Liste                            | Voti  | %      | Seggi |
| -------------------------------------------- | ----- | ------ | ----- |
| Marco Rocchini                               | 4.885 | 50,58  | -     |
| Forza Italia                                 | 3.032 | 34,84  | 9     |
| Lega Nord                                    | 631   | 7,25   | 1     |
| Alleanza Nazionale                           | 499   | 5,73   | 1     |
| Unione dei Democratici Cristiani e di Centro | 408   | 4,69   | 1     |
| Fausto Perego                                | 2.685 | 27,80  | 1     |
| La Margherita                                | 720   | 8,27   | 2     |
| Per Arcore Democratica                       | 662   | 7,61   | 1     |
| Partito della Rifondazione Comunista         | 642   | 7,38   | 1     |
| La Rosa nel Pugno                            | 227   | 2,61   | -     |
| Italia dei Valori                            | 61    | 0,70   | -     |
| Maurizio Bedendo                             | 1.873 | 19,39  | 1     |
| Democratici di Sinistra                      | 1.023 | 11,75  | 1     |
| Federazione dei Verdi                        | 397   | 4,56   | -     |
| Arcore ABC                                   | 213   | 2,45   | -     |
| Sergio Bosatelli                             | 215   | 2,23   | -     |
| Arcore Sociale e Solidale                    | 188   | 2,16   | -     |
| Totale alle liste                            | 8.703 | 100,00 | 18    |
| TOTALE                                       | 9.658 | 100,00 | 20    |

### Limbiate
| Candidati e Liste                            | Voti   | %      | Seggi |
| -------------------------------------------- | ------ | ------ | ----- |
| Antonio Domenico Romeo                       | 11.142 | 61,55  | -     |
| Forza Italia                                 | 3.869  | 23,55  | 8     |
| Romeo Sindaco                                | 3.247  | 19,76  | 7     |
| Unione dei Democratici Cristiani e di Centro | 890    | 5,42   | 2     |
| Alleanza Nazionale                           | 808    | 4,92   | 1     |
| Lega Nord                                    | 685    | 4,17   | -     |
| Insieme per Pinzano                          | 359    | 2,19   | -     |
| Mario Terragni                               | 5.859  | 32,37  | 1     |
| L'Ulivo                                      | 3.119  | 18,98  | 7     |
| Partito della Rifondazione Comunista         | 823    | 5,01   | 3     |
| La Rosa nel Pugno                            | 397    | 2,42   | -     |
| Partito dei Comunisti Italiani               | 338    | 2,06   | -     |
| Federazione dei Verdi                        | 287    | 1,75   | -     |
| Udeur                                        | 245    | 1,49   | -     |
| Pensionati Limbiatesi                        | 181    | 1,10   | -     |
| Italia dei Valori                            | 119    | 0,72   | -     |
| Bruno Rubes                                  | 677    | 3,74   | 1     |
| Città Viva                                   | 634    | 3,86   | -     |
| Emanuele Antonio Santoro                     | 203    | 1,12   | -     |
| Democrazia Cristiana per le Autonomie        | 210    | 1,28   | -     |
| Flavio Ferrario                              | 114    | 0,63   | -     |
| Partito Pensionati                           | 104    | 0,63   | -     |
| Maurizio Antonio Mentasti                    | 106    | 0,59   | -     |
| Azione Sociale                               | 114    | 0,69   | -     |
| Totale alle liste                            | 16.429 | 100,00 | 28    |
| TOTALE                                       | 18.101 | 100,00 | 30    |

### Vimercate
| Candidati e Liste                    | Voti   | %      | Seggi |
| ------------------------------------ | ------ | ------ | ----- |
| Paolo Brambilla                      | 8.405  | 57,17  | -     |
| Democratici di Sinistra              | 3.194  | 24,44  | 6     |
| La Margherita                        | 2.421  | 18,52  | 4     |
| Lista Civica Vimercate               | 567    | 4,34   | 1     |
| Partito della Rifondazione Comunista | 525    | 4,02   | 1     |
| Partito dei Comunisti Italiani       | 493    | 3,77   | -     |
| Federazione dei Verdi                | 241    | 1,84   | -     |
| Carlo Tardini                        | 5.921  | 40,27  | 1     |
| Forza Italia                         | 2.623  | 20,07  | 4     |
| Noi per Vimercate                    | 1.091  | 8,35   | 1     |
| Lega Nord                            | 806    | 6,17   | 1     |
| Alleanza Nazionale                   | 766    | 5,86   | 1     |
| Franco Levati                        | 377    | 2,56   | -     |
| La Rosa nel Pugno                    | 344    | 2,63   | -     |
| Totale alle liste                    | 13.071 | 100,00 | 19    |
| TOTALE                               | 14.703 | 100,00 | 20    |

## Varese

### Varese
| Candidati e Liste                            | Voti   | %      | Seggi |
| -------------------------------------------- | ------ | ------ | ----- |
| Attilio Fontana                              | 25.039 | 57,77  | -     |
| Forza Italia                                 | 9.716  | 25,64  | 11    |
| Lega Nord                                    | 7.475  | 19,72  | 8     |
| Unione dei Democratici Cristiani e di Centro | 2.606  | 6,88   | 3     |
| Alleanza Nazionale                           | 2.558  | 6,75   | 2     |
| Antonio Conte                                | 15.574 | 35,93  | 1     |
| Democratici di Sinistra                      | 5.678  | 14,98  | 7     |
| La Margherita                                | 3.208  | 8,46   | 4     |
| Comunisti Italiani                           | 1.140  | 3,01   | 1     |
| Rifondazione Comunista                       | 1.059  | 2,79   | 1     |
| Rosa nel Pugno                               | 758    | 2,00   | -     |
| Federazione dei Verdi                        | 579    | 1,53   | -     |
| Italia dei Valori                            | 509    | 1,34   | -     |
| Uniti per Varese                             | 312    | 0,82   | -     |
| Alessio Nicoletti                            | 2.083  | 4,81   | 1     |
| Movimento Libero                             | 1.799  | 4,75   | 1     |
| Ferdinando Parisi                            | 574    | 1,32   | -     |
| Italia Futura per l'Europa                   | 443    | 1,17   | -     |
| Giuseppe Ligotti                             | 71     | 0,16   | -     |
| Europa Federale                              | 58     | 0,15   | -     |
| Totale alle liste                            | 37.898 | 100,00 | 38    |
| TOTALE                                       | 43.341 | 100,00 | 40    |

Fonte: Ministero dell'Interno

### Busto Arsizio
| Candidati e Liste                                                                                            | Voti   | %      | Seggi |
| --- | ------ | ------ | ----- |
| Gianluigi Farioli                                                                                            | 22.187 | 52,97  | -     |
| Forza Italia                                                                                                 | 10.389 | 27,98  | 10    |
| Lega Nord | 4.938  | 13,30  | 5     |
| Alleanza Nazionale                                                                                           | 2.959  | 7,97   | 2     |
| Unione dei Democratici Cristiani e di Centro                                                                 | 1.911  | 5,15   | 1     |
| Movimento Europeo Diversamente Abili                                                                         | 414    | 1,12   | -     |
| Busto in Rosa                                                                                                | 283    | 0,76   | -     |
| Valerio Mariani                                                                                              | 10.809 | 25,80  | 1     |
| L'Ulivo | 6.851  | 18,45  | 6     |
| Partito della Rifondazione Comunista                                                                         | 1.374  | 3,70   | 1     |
| Insieme per Busto (Partito dei Comunisti Italiani-Italia dei Valori-Partito Pensionati-Socialisti per Busto) | 806    | 2,17   | -     |
| Federazione dei Verdi                                                                                        | 636    | 1,71   | -     |
| Luigi Rosa                                                                                                   | 6.419  | 15,32  | 1     |
| Busto dei Quartieri                                                                                          | 2.411  | 6,49   | 1     |
| Busto Civitas                                                                                                | 1.947  | 5,24   | 1     |
| Audio Porfidio                                                                                               | 1.548  | 3,70   | 1     |
| La Voce della Città                                                                                          | 1.400  | 3,77   | -     |
| Antonio Ferioli                                                                                              | 406    | 0,97   | -     |
| Italia Futura per l'Europa                                                                                   | 337    | 0,91   | -     |
| Diego Giovanni Gallarate                                                                                     | 345    | 0,82   | -     |
| Lega Padana Lombardia                                                                                        | 334    | 0,90   | -     |
| Vittorio Rosi                                                                                                | 174    | 0,42   | -     |
| Busto Città                                                                                                  | 135    | 0,36   | -     |
| Totale alle liste                                                                                            | 37.125 | 100,00 | 27    |
| TOTALE | 41.888 | 100,00 | 30    |

### Gallarate
| Candidati e Liste                               | Voti   | %      | Seggi |
| ----------------------------------------------- | ------ | ------ | ----- |
| Nicola Mucci                                    | 17.371 | 67,73  | -     |
| Forza Italia                                    | 9.573  | 39,61  | 14    |
| Lega Nord                                       | 2.361  | 9,77   | 3     |
| Alleanza Nazionale                              | 1.911  | 7,91   | 2     |
| Democrazia Cristiana per le Autonomie-Nuovo PSI | 1.144  | 4,73   | 1     |
| Unione dei Democratici Cristiani e di Centro    | 1.127  | 4,66   | 1     |
| Lista Cosco per Gallarate                       | 632    | 2,61   | -     |
| Pierluigi Galli                                 | 7.615  | 29,69  | 1     |
| Democratici di Sinistra                         | 2.698  | 11,16  | 4     |
| La Margherita                                   | 1.882  | 7,79   | 2     |
| Partito della Rifondazione Comunista            | 927    | 3,84   | 1     |
| La Rosa nel Pugno                               | 654    | 2,71   | 1     |
| Partito dei Comunisti Italiani                  | 411    | 1,70   | -     |
| Federazione dei Verdi                           | 356    | 1,47   | -     |
| Fabio Castano                                   | 662    | 2,58   | -     |
| Italia Sociale                                  | 366    | 1,51   | -     |
| Lega Padana Lombardia                           | 128    | 0,53   | -     |
| Totale alle liste                               | 24.170 | 100,00 | 29    |
| TOTALE                                          | 25.648 | 100,00 | 30    |